# Pas-de-Calais (1898)
„Pas-de-Calais” – francuski bocznokołowiec, w okresie I wojny światowej w służbie Marine nationale jako krążownik pomocniczy i tender wodnosamolotów.  Był to jeden z nielicznych (wraz z bliźniaczym „Nord”, angielskimi HMS „Brocklesby” i HMS „Killingholme” oraz amerykańskimi USS „Sable” i USS „Wolverine”) bocznokołowców używanych jako okręty lotnicze.

## Historia
Wodowane w 1899 „Pas-de-Calais” i „Nord” zostały zbudowane dla firmy Cie Chemins de Fer du Nord jako promy pływające w kanale La Manche.
Po wybuchu pierwszej wojny światowej „Pas-de-Calais” został włączony do Marine nationale jako lekki krążownik pomocniczy.
1 sierpnia 1915 „Pas-de-Calais” wszedł do służby jako tender wodnosamolotów.  Wyposażenie lotnicze „Pas-de-Calais” stanowiły zazwyczaj dwa, czasami trzy, wodnosamoloty typu F.B.A. C, stacjonował w Cherbourgu patrolując okoliczne wody.
Po zakończeniu wojny „Pas-de-Calais” został zwrócony właścicielowi, jego dalszy los nie jest znany.